# 39-та паралель північної широти
39-та паралель північної широти — лінія широти, що лежить на 39 градусів північніше земної екваторіальної площини. Вона проходить через Європу, Середземне море, Азію, Тихий океан, Північну Америку та Атлантичний океан.
В США східний кордон штату Каліфорнія проходить через 120-й меридіан західної довготи, від 42-гої паралелі північної широти до перетину з 39-тою паралеллю північної широти. Далі східний кордон штату йде діагонально на південний схід, доходячи до місця, де річка Колорадо перетинає 35-ту паралель північної широти. Точка перетину 120-того меридіана зх.д. та 39-тої паралелі пн.ш. знаходиться в озері Тахо.
На цій широті під час літнього сонцестояння сонце видно 14 годин 54 хвилини, а під час зимового сонцестояння — 9 годин 26 хвилин.

## Список географічних об'єктів, що перетинає 39° пн. ш.
Починаючи з Гринвіцького меридіану та рухаючись на схід, 39-та паралель північної широти проходить через:
| Координати                                                   | Країна, територія або море | Примітки |
| ------------------------------------------------------------ | -------------------------- | --- |
| 39°0′ пн. ш. 0°0′ сх. д. / 39.000° пн. ш. 0.000° сх. д.      | Середземне море            | |
| 39°0′ пн. ш. 1°17′ сх. д. / 39.000° пн. ш. 1.283° сх. д.     | Іспанія                    | Проходить через острів Ібіса |
| 39°0′ пн. ш. 1°35′ сх. д. / 39.000° пн. ш. 1.583° сх. д.     | Середземне море            | Проходить південніше острова Кабрера[en], Іспанія |
| 39°0′ пн. ш. 8°23′ сх. д. / 39.000° пн. ш. 8.383° сх. д.     | Італія                     | Проходить через острови Сант-Антіоко та Сардинія |
| 39°0′ пн. ш. 9°1′ сх. д. / 39.000° пн. ш. 9.017° сх. д.      | Середземне море            | Тірренське море — проходить північніше острова Стромболі, Італія |
| 39°0′ пн. ш. 16°8′ сх. д. / 39.000° пн. ш. 16.133° сх. д.    | Італія                     | |
| 39°0′ пн. ш. 17°10′ сх. д. / 39.000° пн. ш. 17.167° сх. д.   | Середземне море            | Іонічне море |
| 39°0′ пн. ш. 20°42′ сх. д. / 39.000° пн. ш. 20.700° сх. д.   | Греція                     | Проходить через острів Евбея |
| 39°0′ пн. ш. 23°22′ сх. д. / 39.000° пн. ш. 23.367° сх. д.   | Егейське море              | Проходить північніше острова Скірос, Греція |
| 39°0′ пн. ш. 26°17′ сх. д. / 39.000° пн. ш. 26.283° сх. д.   | Греція                     | Проходить через острів Лесбос |
| 39°0′ пн. ш. 26°32′ сх. д. / 39.000° пн. ш. 26.533° сх. д.   | Егейське море              | |
| 39°0′ пн. ш. 26°48′ сх. д. / 39.000° пн. ш. 26.800° сх. д.   | Туреччина                  | |
| 39°0′ пн. ш. 44°11′ сх. д. / 39.000° пн. ш. 44.183° сх. д.   | Іран                       | |
| 39°0′ пн. ш. 45°26′ сх. д. / 39.000° пн. ш. 45.433° сх. д.   | Азербайджан                | Проходить через ексклав Нахічевань |
| 39°0′ пн. ш. 46°6′ сх. д. / 39.000° пн. ш. 46.100° сх. д.    | Вірменія                   | |
| 39°0′ пн. ш. 46°31′ сх. д. / 39.000° пн. ш. 46.517° сх. д.   | Азербайджан                | |
| 39°0′ пн. ш. 46°41′ сх. д. / 39.000° пн. ш. 46.683° сх. д.   | Іран                       | |
| 39°0′ пн. ш. 48°21′ сх. д. / 39.000° пн. ш. 48.350° сх. д.   | Азербайджан                | |
| 39°0′ пн. ш. 49°11′ сх. д. / 39.000° пн. ш. 49.183° сх. д.   | Каспійське море            | |
| 39°0′ пн. ш. 53°2′ сх. д. / 39.000° пн. ш. 53.033° сх. д.    | Туркменістан               | Проходить через острів Огурджали |
| 39°0′ пн. ш. 53°3′ сх. д. / 39.000° пн. ш. 53.050° сх. д.    | Каспійське море            | |
| 39°0′ пн. ш. 53°53′ сх. д. / 39.000° пн. ш. 53.883° сх. д.   | Туркменістан               | Проходить південніше Туркменабату |
| 39°0′ пн. ш. 64°6′ сх. д. / 39.000° пн. ш. 64.100° сх. д.    | Узбекистан                 | |
| 39°0′ пн. ш. 68°7′ сх. д. / 39.000° пн. ш. 68.117° сх. д.    | Таджикистан                | |
| 39°0′ пн. ш. 73°49′ сх. д. / 39.000° пн. ш. 73.817° сх. д.   | КНР                        | Сіньцзян Цинхай Ганьсу Цинхай Ганьсу Цинхай — приблизно на 7 км Ганьсу — приблизно на 30 км Цинхай — приблизно на 17 км Ганьсу Внутрішня Монголія — приблизно на 16 км Ганьсу — приблизно на 6 км Внутрішня Монголія Ганьсу Внутрішня Монголія Нінся Внутрішня Монголія Шеньсі Шаньсі Хебей Тяньцзінь                                                                 |
| 39°0′ пн. ш. 117°46′ сх. д. / 39.000° пн. ш. 117.767° сх. д. | Жовте море                 | Бохайська затока |
| 39°0′ пн. ш. 121°19′ сх. д. / 39.000° пн. ш. 121.317° сх. д. | КНР                        | Проходить через Ляодунський півострів Ляонін — проходить північніше Даляня |
| 39°0′ пн. ш. 121°51′ сх. д. / 39.000° пн. ш. 121.850° сх. д. | Жовте море                 | Проходить південніше островів Чжанцзи та Хайян |
| 39°0′ пн. ш. 125°12′ сх. д. / 39.000° пн. ш. 125.200° сх. д. | Північна Корея             | Проходить через Пхеньян та південніше Вонсан |
| 39°0′ пн. ш. 127°50′ сх. д. / 39.000° пн. ш. 127.833° сх. д. | Японське море              | |
| 39°0′ пн. ш. 139°51′ сх. д. / 39.000° пн. ш. 139.850° сх. д. | Японія                     | Проходить через острів Хонсю |
| 39°0′ пн. ш. 141°44′ сх. д. / 39.000° пн. ш. 141.733° сх. д. | Тихий океан                | |
| 39°0′ пн. ш. 123°42′ зх. д. / 39.000° пн. ш. 123.700° зх. д. | США                        | Каліфорнія Невада — проходить через Національний парк Великого Басейну[en] Юта Колорадо — проходить південніше Гранд-Джанкшена Канзас — проходить південніше Топіки Міссурі — проходить південніше Канзаса-Сіті Іллінойс Індіана Кентуккі Огайо — проходить південніше Цинциннаті Західна Вірджинія Вірджинія Меріленд — проходить північніше округа Колумбія Делавер |
| 39°0′ пн. ш. 75°20′ зх. д. / 39.000° пн. ш. 75.333° зх. д.   | Делаверська затока         | |
| 39°0′ пн. ш. 74°57′ зх. д. / 39.000° пн. ш. 74.950° зх. д.   | США                        | Нью-Джерсі |
| 39°0′ пн. ш. 74°47′ зх. д. / 39.000° пн. ш. 74.783° зх. д.   | Атлантичний океан          | Проходить між островами Грасіоза та Сан-Жорже, Азорські острови, Португалія |
| 39°0′ пн. ш. 9°25′ зх. д. / 39.000° пн. ш. 9.417° зх. д.     | Португалія                 | Проходить північніше Лісабона |
| 39°0′ пн. ш. 6°58′ зх. д. / 39.000° пн. ш. 6.967° зх. д.     | Іспанія                    | Проходить через Сьюдад-Реаль та Альбасете |
| 39°0′ пн. ш. 0°9′ зх. д. / 39.000° пн. ш. 0.150° зх. д.      | Середземне море            | Балеарське море |